# Port lotniczy Chinde
Port lotniczy Chinde (port. Aeroporto Chinde, IATA: INE) – port lotniczy zlokalizowany w Chinde, w Mozambiku.